# Porta Carbonara
Porta di Santa Sofia (anche detta Porta Carbonara, o ancora prima Porta Pusterla), era un antico accesso alla città di Napoli.
Il nome col quale il varco era più conosciuto derivava dal fatto che, nelle sue immediate vicinanze, vi era un luogo (il carbonarius, l'attuale via Carbonara) nel quale venivano versati ed inceneriti i rifiuti raccolti all'interno della cinta urbana.

## Storia e descrizione
La porta sorgeva alla fine del decumano superiore. Fino all'epoca tardo-antica la porta era molto più interna, posta dove oggi c'è il palazzo arcivescovile, in largo Donnaregina; sotto l'imperatore Costantino la si portò presso la chiesa di Santa Sofia, di fronte al carbonarius (o carbonetum).
Camillo Tutini (che si rifà all'Historia de portis antiquae urbis Neapolis di Fabio Giordano) nel suo elenco dei Sedili della città, afferma che: 
(Dell'origine e fundazione de' seggi di Napoli)
Per porta Santa Sofia entrarono due conquistatori di Napoli: Belisario e Alfonso V d'Aragona.
Il generale bizantino nel 537 si accampò di fronte alla Porta di Santa Sofia e scoprì un cunicolo dell'antico acquedotto della Bolla. In questo modo entrò di nascosto in città, aprì la Porta di Santa Sofia e conquistò Napoli.
Nel 1442 toccò ad Alfonso V d'Aragona conquistare la città, passando per un pozzo vicino alla porta; come Belisario, accampò l'esercito comandato da Diomede Carafa dinanzi a Porta Santa Sofia. Anche lui sfruttò un pozzo che conduceva alla città, indicatogli da due pozzari stanchi del protrarsi dell'assedio, e gli fu facile prendere la città, facendo entrare il resto delle truppe attraverso la porta.
Ferrante d'Aragona la portò più a oriente, lungo la nuova cortina aragonese individuabile a sinistra dell'odierna via Cesare Rosaroll.
La porta fu abbattuta nel 1537, quando Don Pedro di Toledo promosse l'allargamento delle mura a occidente. Si costruì poi un ponte per superare il fossato. Questo ponte dà il nome alla zona: Pontenuovo.